# Жан Бертеруа
Жан Бертеруа, настоящее имя Берта Клорина Жанна Ле Барийе, в замужестве Черницки (фр. Jean Bertheroy, Berthe Clorine Jeanne Le Barillier; 24 июля 1858, Бордо — 24 января 1927, Ле-Канне) — французская писательница и поэтесса, автор исторических романов.

## Биография и творчество
Берта Ле Барийе родилась 24 июля 1858 года в Бордо. Её родителями были Иасент Эдуар Франсуа Ле Барийе, доктор медицины, и Жанна Лора Элизабет Фабр.
Берта Ле Барийе писала под мужским псевдонимом Жан Бертеруа. Она сотрудничала с журналами Figaro и Revue des Deux Mondes, а также была известна как автор исторических романов. Из них наибольший успех имел роман «Танцовщица из Помпей» (La Danseuse de Pompéi, 1899), написанный после посещения Италии: писательница получила разрешение итальянского правительства свободно ходить среди руин древнего города без сопровождающих лиц. Действие в нём происходит преимущественно в доме Веттиев; главный герой, Гиацинт, разрывается между своей любовью к танцовщице Нонии и преданностью культу Аполлона. Впоследствии композитор Жан Нугес написал по этой книге одноимённую оперу.
В 1904 году Берта Ле Барийе, пользовавшаяся в то время широкой известностью, стала первым секретарём жюри Премии Фемина. Писательница трижды становилась лауреатом премий, присуждаемых Французской Академией: в 1890 году она получила Премию Аршона-Десперуза (Prix Archon-Despérouses) за роман «Femmes antiques»; в 1894 году — Монтионовскую премию за роман «Ximénès», а в 1900 году — Премию за выразительность (Prix d'éloquence) за книгу «André Chénier — Dans l’âme du poète, un Dieu même respire». В 1911 году она стала кавалером Ордена почётного легиона.
Берта Ле Барийе умерла 24 января 1927 года от гриппа.